# 米羅紹夫

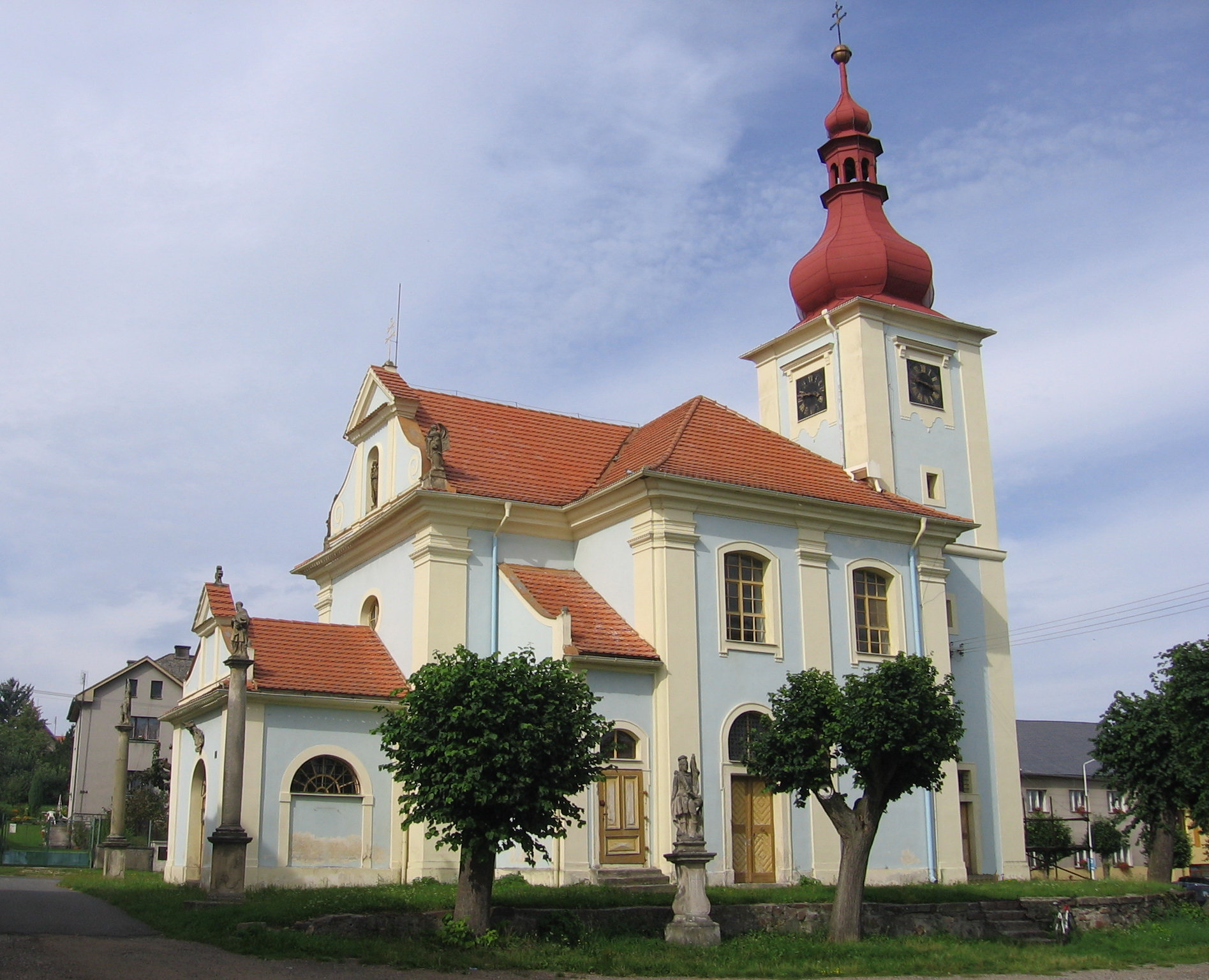
Mirošov church

米羅紹夫是捷克的城鎮，位於該國西部，距離羅基察尼7公里，由比爾森州負責管轄，面積11.53平方公里，海拔高度457米，鎮上的採煤礦活動在十九世紀晚期結束，2006年人口2,227。

## 外部連結
- Municipal website （页面存档备份，存于）